# 토미트로닉 3D

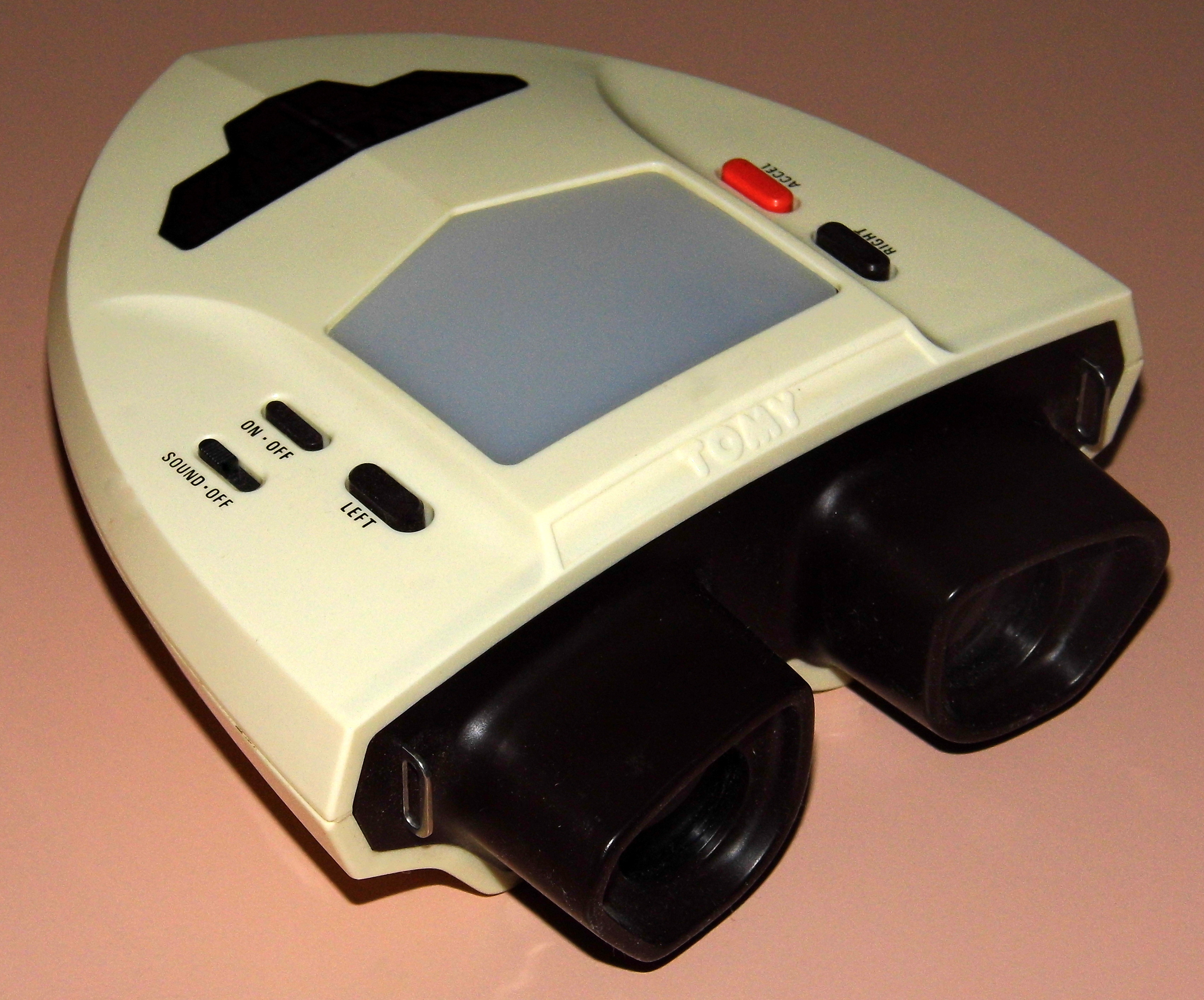
토미트로닉 3D

토미트로닉 3D(Tomytronic 3D)는 토미가 출시한 일련의 휴대용 게임기이다. 이 장치에는 스트랩이 있어 플레이어가 연주 중에 목에 착용할 수 있다. 토미트로닉은 장치 상단의 창을 통해 외부 조명에 의해 조명되는 두 개의 LCD 패널을 사용하여 3D를 시뮬레이션했다. 1983년에 출시된 이 제품은 최초의 홈 비디오 전용 3D 하드웨어였다.

## 게임
7개의 게임이 출시되었다:
- Skyfighters (AKA Dog Fight / Tandy Sky Duel)
- Thundering Turbo (AKA Cosmos LeMans / Turbo Racer / Thundering Turbos)
- Sky Attack (AKA Tank Attack)
- Shark Attack (AKA Jaws 3D[4])
- Planet Zeon (AKA Space Laser War / Space Attack)
- Jungle Fighter
- Sherman Attack